# Gusano del Indo
El skōlex (gusano del Indo o el horrible gusano de la India), en los antiguos escritos griegos, era un supuesto gusano gigante, blanco y carnívoro con un gran par de dientes que vivía en el río Indo.

## Etimología
Gustav Oppert en el siglo XIX razonó que skōlex se refería a una palabra que suena similar en el idioma indio, y estaba convencido de que la palabra era culukī (sánscrito: चुलुकी) para "pez" o "marsopa". En su opinión, la palabra podría referirse incluso a un "cocodrilo" por extensión. El erudito Erik Seldeslachts, en un artículo de 1998, sugirió un paralelo con kṛmiḥ (sánscrito : कृमिः) que tiene el doble significado de "gusano" y el nombre de un nāgarāja o "rey serpiente".

## Descripción
La Indica de Ctesias describió al gusano o skōlex (griego:σκώληξ) como la única criatura que habita el Indo. Se parecía al gusano que infestaba los higos, pero tenía un promedio de 7 codos (10 pies) de largo. Tenía un par de dientes grandes, uno en la mandíbula superior y otro en la inferior. Los dientes eran cuadrados, midiendo 1 pygōn en la escala de longitud griega antigua, alrededor de 15 pulgadas de largo. Cavaba madrigueras en el fondo de barro durante el día y devoraba presas nocturnas como caballos, vacas, burros o camellos. Filóstrato, informando sobre la criatura del mismo sistema fluvial, dijo que se parecía a un gusano blanco, aludiendo a su color. 
Se dice que el gusano fue cazado con cebo y de él se extrajo un aceite inflamable volátil. Este aceite fue utilizado en la guerra por los reyes indios; las ciudades se incendiaban con las vasijas selladas llenas de aceite, arrojadas como granadas. Este aceite de skolex puede haber sido en realidad petróleo o nafta, y no derivado de un animal en absoluto. Sin embargo, asumiendo que el skolex se refería a algún cocodrilo, se podría extraer aceite de este reptil, y se sabe que los aceites de pescado o el aceite de delfín del Ganges se han explotado en la India, aunque no con fines incendiarios. 
El gusano pudo haber dado lugar a la leyenda de la criatura cornuda odontotyrannus del Ganges, que según se informa atacó a las tropas de Alejandro el Grande.